# Zabelia brachystemon
Zabelia brachystemon là một loài thực vật có hoa trong họ Kim ngân. Loài này được Friedrich Ludwig Emil Diels mô tả khoa học đầu tiên năm 1912 dưới danh pháp Linnaea brachystemon. Năm 1972 Golubkova chuyển nó sang chi Zabelia.

## Phân bố
Loài này có tại Vân Nam, Trung Quốc.
Một số tác giả coi Z. brachystemon, Zabelia onkocarpa và có thể cả Zabelia umbellata là đồng nghĩa của Zabelia dielsii.